# Armeegeneral
Armeegeneral („generał armii”) – stopień wojskowy, wyższy niż Generaloberst, wprowadzony w Narodowej Armii Ludowej NRD w 1959 roku na wzór analogicznego stopnia istniejącego w Armii Radzieckiej, nieznany wcześniej w armii niemieckiej.
Odpowiednikiem stopnia w Wojsku Polskim był stopień generała armii.
Był nadawany Ministrowi Obrony NRD, a także Ministrowi Bezpieczeństwa Państwowego (od 1980) oraz Ministrowi Spraw Wewnętrznych (od 1984); przestał istnieć wraz z likwidacją NRD. Stopień Armeegeneral posiadali:
- Willi Stoph (od 1959),
- Heinz Hoffmann (od 1961),
- Erich Mielke (od 1980),
- Friedrich Dickel (od 1984),
- Heinz Keßler (od 1985).